# اندی می (بازیکن فوتبال، زاده ۱۹۶۴)
اندی می (انگلیسی: Andy May؛ زادهٔ ۲۶ فوریهٔ ۱۹۶۴) بازیکن فوتبال اهل بریتانیا است.
از باشگاه‌هایی که در آن بازی کرده‌است می‌توان به باشگاه فوتبال بولتون واندررز، باشگاه فوتبال ولینگ یونایتد، باشگاه فوتبال منچستر سیتی، باشگاه فوتبال میلوال، باشگاه فوتبال هادرزفیلد تاون، و باشگاه فوتبال بریستول سیتی اشاره کرد.
وی همچنین در تیم ملی فوتبال زیر ۲۱ سال انگلستان بازی کرده‌است.